# Penthetor lucasi
Penthetor lucasi is een vleermuis van de familie van de vleerhonden. Het dier weegt gemiddeld 30 tot 55 gram en is gemiddeld 11, 4 cm lang. Deze vleerhond lijkt op de kortneusvleerhonden uit het geslacht Cynopterus, maar hij is minder helder van kleur.
Penthetor lucasi komt voor in Zuidoost-Azië, het schiereiland Malakka, zuid Thailand en ook op Borneo, Sumatra en de Riouwarchipel. De vleerhond komt onregelmatig verspreid voor in zowel laagland als heuvellandbos. De roestplaatsen bevinden zich in grotten, vaak in gedeelten waar het bijna helemaal donker is; daar verblijven groepen tot wel 100 exemplaren.
Het dier staat als niet bedreigd op de internationale rode lijst, maar neemt in aantal af door de winning van kalksteen, ontbossingen ten behoeve van oliepalmplantages en door bosbranden.